# Christoph Glaubacker
Christoph Glaubacker (* 1974 in Marbach am Neckar) ist ein deutscher Schauspieler.

## Leben
Christoph Glaubacker wuchs in Esslingen am Neckar auf. Dort machte er auch seine ersten Theatererfahrungen an der Landesbühne und seine ersten Filmerfahrungen an der Filmakademie Ludwigsburg. Nach dem Abitur zog Glaubacker nach Berlin, wo er Kulturwissenschaften studierte. Anschließend studierte er Schauspiel an der Hochschule für Film und Fernsehen Konrad Wolf in Potsdam. Seit 2000 arbeitet er als freier Schauspieler.
Seither widmet er sich im Bereich des Theaters vor allem dem zeitgenössischen Theater und der Performance. Unter anderem spielte er am Hebbel am Ufer, im Theaterhaus Mitte und an den Sophiensaelen, am Theater am Neumarkt Zürich, am Mousonturm in Frankfurt, an der Tafelhalle Nürnberg, am Jungen Theater Bremen und in der freien Bremer Produktion Anlage K. – eine Nacht im Finanzamt. Ein Gastengagement führte ihn ans Theater an der Parkaue Berlin in der Produktion Ferdausis Reisen unter der Regie von Lukas Matthäi mit Gastspielen in Wien und Istanbul.
Von 2004 bis 2008 war er als Mitglied der freien Theatergruppe Nico and the Navigators in insgesamt drei Produktionen zu sehen und trat in den Sophiensälen und im Radialsystem Berlin und bei internationalen Festivals auf, wie zum Beispiel den Wiener Festwochen, den Bregenzer Festspiele, dem Festival Salamanca, dem Trafo Budapest, dem Teatro Festival Parma, dem Donaufestival, dem Dans och Teater Festival Göteborg oder an der Filature Mulhouse.
Überdies ist er in vielen Kino- und Fernsehproduktionen zu sehen. In Sönke Wortmanns Bestsellerverfilmung Die Päpstin (2009) spielt er an der Seite von Johanna Wokalek den masochistischen Mönch Thedo. In der Fernsehreihe Bloch, unter der Regie von Franziska Meletzky, verkörperte er 2009 in einer Episode den ehemaligen Magersüchtigen Holger.

## Filmografie

### Kino
- 2001: Der Tunnel – Regie: Roland Suso Richter
- 2003: Die Ritterinnen – Regie: Barbara Teufel
- 2008: Controlled Flight into Terrain – Regie: Daniel K. Krause
- 2008: 1. Mai – Helden bei der Arbeit – Regie: Sven Taddicken
- 2009: Deutschland 09 – Regie: Wolfgang Becker
- 2009: Die Päpstin – Regie: Sönke Wortmann
- 2013: Die Kunst des Liebens (Posthumous) – Regie: Lulu Wang
- 2016: Jeder stirbt für sich allein (Alone in Berlin) – Regie: Vincent Perez
- 2017: Vorwärts immer! – Regie: Franziska Meletzky
- 2017: Fack ju Göhte 3
- 2018: T-34

### Fernsehen
- 2003: Für alle Fälle Stefanie – Regie: Dieter Schlotterbeck
- 2004: Sendung ohne Namen – Regie: Marie Kreutzer
- 2005: In Liebe eine eins – Regie: Hartmut Griesmayr
- 2005: Wolffs Revier (Fernsehserie, Folge Alles nur aus Liebe) – Regie: Michael Wenning
- 2007: Liebling, wir haben geerbt! – Regie: Matthias Tiefenbacher
- 2008: Bloch: Bauchgefühl (Fernsehreihe) – Regie: Franziska Meletzky
- 2010: SOKO Donau (Fernsehserie, Folge Mörderische Sehnsucht) – Regie: Erhard Riedlsperger
- 2011: Flemming (Fernsehserie, Folge Aus den Augen) – Regie: Bernhard Stephan
- 2012: Stubbe – Von Fall zu Fall: In dieser Nacht – Regie: Oren Schmuckler
- 2012: Tatort: Wegwerfmädchen (Fernsehreihe) – Regie: Franziska Meletzky
- 2012: Tatort: Das goldene Band – Regie: Franziska Meletzky
- 2013: SOKO Wismar (Fernsehserie, Folge Als der Fremde kam) – Regie: Sascha Thiel
- 2015: Homeland (Fernsehserie, Folge Parabiosis) – Regie: Alex Graves
- 2017: Allmen und das Geheimnis des rosa Diamanten (Fernsehreihe)
- 2017–2019: Jerks. (Fernsehserie, 3 Folgen)
- 2018: Tatort: Zeit der Frösche – Regie: Markus Imboden
- 2018: Aenne Burda – Die Wirtschaftswunderfrau – Regie: Francis Meletzky
- 2019: Unschuldig – Regie: Nicolai Rohde
- 2020: Notruf Hafenkante (Fernsehserie, Folge Wackeldackel) – Regie: Oliver Liliensiek
- 2021: Sportabzeichen für Anfänger
- 2021: Charlotte Link – Die Suche
- 2021: Die Discounter (Serie, Folge Tobias bei den Wölfen) - Regie: Bruno Alexander, Emil Belton, Oskar Belton
- 2022: In aller Freundschaft – Die jungen Ärzte (Fernsehserie, Folge Reisende) – Regie: David Carreras
- 2023: Der Usedom-Krimi: Friedhof der Welpen
- 2024: Neuer Wind im Alten Land: Beke wirbelt auf – Regie: Esther Gronenborn
- 2024: Neuer Wind im Alten Land: Gestrandet – Regie: Esther Gronenborn
- 2024: WaPo Bodensee (Fernsehserie, Folge Eine Leiche taucht auf) – Regie: Daniel Rakete Siegel
- seit 2024: Player of Ibiza (Fernsehserie)
- 2024: Tatort: Letzter Ausflug Schauinsland (Fernsehreihe) – Regie: Stefan Krohmer
- 2024: Tatort: Lass sie gehen (Fernsehreihe) – Regie: Andreas Kleinert
- 2025: Tatort: Verblendung (Fernsehreihe)
- 2025: Neuer Wind im Alten Land: Erntezeit (Fernsehreihe) – Regie: Dirk Pientka
- 2025: Neuer Wind im Alten Land: Stolz und Vorurteil (Fernsehreihe) – Regie: Dirk Pientka

### Festivalfilme/Videoart
- 1999: Duft – Kurzfilm – HFF – Hauptrolle -diverse internationale Festivals, Preise – Regie: Franziska Meletzky
- 2000: Alles mit Besteck – HFF – social spot -diverse Festivals, Preise – Rolle: Gast, Regie: Franziska Meletzky
- 2000: Proletendrama – Filmakademie Wien – Rolle: Herr Block – Regie: Juliane Beer
- 2002: Berlin Beshert – Kurzfilm – u. a. jüdische Kulturtage 03 – Rolle: Helmut – Regie: November Wanderin
- 2005: Ich weiß nicht kann auch ich liebe dich heißen – 40 min – Hauptrolle – Regie: Leonie Weber
- 2007: Soap Bohème – Walker und Worm/Port Royal/Debütfilm HFF München – Hauptrolle – Regie: Ben Binski
- 2007: Schuhmanns Flucht – Abschlussspot FA Ludwigsburg – u. a. First Steps – Hauptrolle – Regie: Tim Günther
- 2009: Transatlantic – Berlinale Talentcampus – u. a. Outfest Filmfestival Los Angeles 09 – Regie: David Quantic
- 2009: Stockholm.Syndrom – Videoart – Hauptstadtkulturfonds – u. a. IKFF Hamburg 2010 – Hauptrolle – Regie: Amit Epstein
- 2009: Reif – Debütfilm HfM Offenbach – IKFF Hamburg 2010 – Hauptrolle – Regie: Stefan Ringelschwandner
- 2010: Don´t touch me psychopath! – Langfilm/Videoart – Regie: Keren Cytter
- 2010: Konstruktion – Videoart – Galerie Christian Nagel – Hauptrolle – Regie: Keren Cytter
- 2010: The unbearable presence of roots – Videoart – Hauptrolle – Regie: Dafna Maimon
- 2010: Avalanche – Videoart – Regie: Keren Cytter